# Teodoro Salzillo
(Teodoro Salzillo, 1868)
Teodoro Salzillo (Pozzilli, 20 febbraio 1826 – Venafro, 20 giugno 1904) è stato un patriota italiano, intellettuale e legittimista del Regno delle Due Sicilie, capo di una folta formazione di cittadini e soldati sbandati dell'Esercito delle Due Sicilie, al comando della quale partecipò a numerosi fatti d'armi contro l'esercito piemontese, tra cui la battaglia del Macerone e la rivolta di Isernia.

## Biografia
Affidato per gli studi ad uno zio prete, ne ricavò un'istruzione sufficiente a dare sfogo alla propria vena di scrittore, tanto che, come riportato nella sua opera "Roma e le menzogne parlamentari nelle Camere de Comuni di Londra e Torino", al 1863 aveva scritto dodici tra volumi di saggistica, poesia e prosa.
Di sentimenti inizialmente liberali, all'epoca dei moti del 1848 fu dalla parte dei rivoltosi.
Nel 1860, tuttavia, all'atto dell'invasione del Regno delle Due Sicilie da parte delle truppe garibaldine, prima, e di quelle piemontesi, poi, fu un convinto attore della reazione armata. Raccolta una banda di circa mille effettivi, composta per lo più di cittadini, membri della Guardia urbana e gendarmi, svolse un'azione di supporto alle truppe regolari del regno delle Due Sicilie nell'area del Matese.
Salzillo prese parte a numerosi scontri con i garibaldini e le truppe piemontesi, quali le citate battaglie d'Isernia e del Macerone, entrando in questo modo a far parte del movimento di resistenza civile che si organizzò intorno al vescovo di Isernia monsignor Gennaro Saladino, e che ebbe il conte Giovanni Maria d'Alessandro tra i suoi protagonisti.
Dei suoi uomini scriverà in seguito:
(Teodoro Salzillo)
Il 22 ottobre 1860, essendosi reso conto che le sorti militari del Regno volgevano al peggio, Salzillo raggiunse Francesco II delle Due Sicilie, partecipando all'Assedio di Gaeta e seguendo il sovrano nell'esilio di Roma. Qui si inserì negli ambienti legittimisti, che comprendevano, tra gli altri, lo storico Giacinto de' Sivo ed il cappellano militare Giuseppe Buttà. Similmente a costoro, a Roma Salzillo iniziò la redazione di opere memorialistiche che raccontassero gli ultimi avvenimenti del Regno delle Due Sicilie visti dalla parte degli sconfitti. In una di esse, egli rivendicò il ruolo di prima linea avuto dagli uomini da lui comandati nel corso della battaglia di Isernia, scagliandosi nei confronti del comandante delle truppe regolari del regno delle Due Sicilie:
(Teodoro Salzillo)
Nel 1863 lasciò Roma per Malta, dove pubblicò Roma e le menzogne parlamentari nelle camere de comuni di Londra e di Torino, per poi fare ritorno nella città capitolina. Nel 1870, ormai perse le speranze di un rovesciamento della situazione, ritornò nella propria terra d'origine e prese dimora a Venafro. Qui passò gli ultimi anni della sua vita, dedicandosi tra l'altro alla scrittura dell'opera Storia civile dell'antica città di Venafro, pubblicata nel 1877.

## Opere
- Teodoro Salzillo (1863) Roma e le menzogne parlamentari nelle camere de comuni di Londra e di Torino. Malta., su books.google.it.
- Teodoro Salzillo (1863) La confederazione italiana con le dinastiche autonomie. Malta.
- Teodoro Salzillo (Lucio Severo) (1865) Di Gaeta e delle sue diverse vicissitudini fina all'ultimo assedio del 1860-61., su books.google.it.
- Teodoro Salzillo (1868) I fatti d'arme delle prodi legioni pontificie nella invasione garibaldesca di ottobre e novembre 1867 del Patrimonio de S. Pietro Tipografia Tiberina, Roma., su books.google.it.
- Teodoro Salzillo (1877) Storia civile dell'antica città di Venafro. Isernia: Tipografia di F. Matticoli.